# Diane Francis
Diane Marie Francis (Chicago, 14 de novembro de 1946) é uma jornalista canadense-Estados Unidos, autora e editora-chefe do jornal National Post desde 1998. Ela é membro sênior não residente do Atlantic Council em Washington D.C., especializada em políticas e questões políticas da Eurásia. Desde 2021, Francis publica um boletim informativo da Substack sobre América, dinheiro, poder, tecnologia e crime duas vezes por semana.

## Primeiros anos
Francis nasceu em Chicago, cidade de Illinois, em 14 de novembro de 1946. Ela se mudou para o Canadá em 1966 e foi naturalizada cidadã canadense. Ela é casada e tem dois filhos adultos.

## Carreira
Francis foi repórter e colunista do Toronto Star entre 1981 a 1987, depois colunista e diretora do Toronto Sun, Maclean's e Financial Post em 1987 e seu editor de 1991 a 1998, quando foi assumido pelo Correio Nacional e nele incorporado. Ela é colunista e editora-geral do National Post desde então. Ela também é colaboradora regular do Atlantic Council, do New York Post, do Huffington Post, do Kyiv Post, bem como de jornais de todo o mundo. Ela é radialista, palestrante e autora de dez livros sobre assuntos socioeconômicos canadenses.
Francis é professora ilustre da Ted Rogers School of Management da Universidade Ryerson, em Toronto. Ela foi pesquisadora visitante no Centro Shorenstein  Universidade de Harvard no outono de 2005 e foi membro de mídia no Fórum Econômico Mundial.
Ela possui um doutorado honorário em Comércio na Universidade de Saint Mary (1997), e um doutorado honorário na Universidade Ryerson (2013). Em 2019, ela recebeu o Prêmio Tryzub como Amiga da Ucrânia por suas décadas de trabalho e ativismo anticorrupção naquele país.

## Obras publicadas
- 2013: Merger of the Century: Why Canada and America Should Become One Country (em inglês), HarperCollins
- 2008: Who Owns Canada Now (em inglês), HarperCollins
- 2002: Immigration: The Economic Case (em inglês), Key Porter Books, ISBN 1-55263-532-5
- 2002: Underground Nation: The Secret Economy And The Future Of Canada (em inglês), Key Porter Books, ISBN 1-55013-612-7
- 1998: BRE-X: The Inside Story - The Stock Swindle That Shocked The World (em inglês), Seal Books, ISBN 1-55013-913-4
- 1996: Fighting for Canada (em inglês), Key Porter Books, ISBN 1-55013-796-4
- 1993: A Matter of Survival: Canada In The 21st Century (em inglês), Key Porter Books
- 1990: The Diane Francis Inside Guide to Canada's 50 Best Stocks (em inglês), Key Porter Books, ISBN 1-55013-218-0
- 1988: Contrepreneurs (em inglês), Macmillan of Canada, ISBN 0771599153
- 1986: Controlling Interest - Who Owns Canada (em inglês), Macmillan Publishers, ISBN 0-7715-9744-4[2]